# 石巻河南インターチェンジ
石巻河南インターチェンジ（いしのまきかなんインターチェンジ）は、宮城県石巻市にある三陸沿岸道路のインターチェンジである。JR石巻駅などの石巻市中心部や同市旧河南町地区への玄関口となるインターチェンジである。

## 概要
2003年（平成15年）12月12日まで三陸自動車道の終点ICであったが、2003年（平成15年）12月14日に石巻河南IC - 河北ICが三陸自動車道初の無料区間として開通し、それに先立ち2003年（平成15年）12月12日に石巻河南ICの料金所は廃止され、石巻港本線料金所が新設された。その石巻港本線料金所も、2008年（平成20年）1月24日に鳴瀬奥松島IC - 石巻河南ICの通行料金無料化に伴い、廃止された。インターチェンジ内（当初の石巻河南ICの料金所付近）に国土交通省仙台河川国道事務所の三陸道維持出張所があり、トイレの利用が出来る。 
なお、当IC付近が起点になるとしている石巻新庄道路の内、石巻河南道路となる約10kmが整備される予定。

## 道路

### 本線
- E45 三陸沿岸道路（11番）

### 接続する道路
- 宮城県道16号石巻鹿島台大衡線
- 国道108号

## 料金所
無料区間

## 周辺
- イオンモール石巻
- 石巻赤十字病院

## 隣
E45 三陸沿岸道路
(10) 石巻港IC - (11) 石巻河南IC - (11-1) 石巻女川IC - (12) 河北IC